# Бейлин, Абрам Григорьевич
Абрам Григорьевич Бейлин (1886—1984) — советский политический деятель, делегат 17-го Всероссийского съезда советов XVII съезд ВКП(б) проходил в Москве с 26 января по 10 февраля 1934 и получил название «Съезд победителей». Также известен как «Съезд расстрелянных», так как более половины его делегатов было репрессировано в годы Большого террора.

## Биография
Родился 27 декабря 1886 году в Мстиславле, Могилевской губернии.
Учился в еврейской начальной школе-хедере, а позже на Курсах марксизма-ленинизма при ЦК ВКП(б).
С 13 лет трудился в столярной мастерской.
С 1904 года — в революционных кружках Бунда. В 1905 году вступил в РСДРП. Участвовал в революционном движении в Мстиславле, Чаусах, Хиславичах.
В 1905—1906 годах — начальник отряда еврейской самообороны.
14 сентября 1906 года был арестован в Мстиславле за агитацию в войсках, 13 апреля 1907 года приговорён Киевской судебной палатой к 2,5 годам заключения, в 1908 году переведен в Вильно, где осужден по новому делу Виленской судебной палатой на 6 лет, сидел в тюрьмах гг. Орша, Вильно, держал в 1909 году в Могилевской тюрьме 9-дневную голодовку, с 1911 года поселен под надзор полиции в п. Рудня Смоленской губернии, затем в г. Мстиславль.
С 1912 года — рядовой 169 Трокского пехотного полка, г. Троки, в 1914 году был арестован в Смоленске за агитацию в 69 запасном пехотном батальоне, 2 недели сидел на гауптвахте и отправлен в нестроевую часть Рижского конского запаса.
Рядовой в Виленском конском запасе в г. Невель, с начала 1917 года — председатель военной большевистской организации в г. Невель — член Невельского исполкома совдепа от саперного батальона.
В конце 1917 года — председатель Невельского ревкома (в эвакуации в Полоцке), в ноябре 1917года — уполномоченный Петроградского ВРК по организации «братаний» с германскими солдатами на фронте, организатор и командир Невельского отряда Красной гвардии в Невельском и Полоцком прифронтовых участках.
В 1918 году — председатель Невельской уездной ЧК.
В 1918—1919 годах — председатель Невельского уездного комитета РКП(б).
В 1919 году — командир коммунистического отряда Полоцкого участка фронта 15 армии.
В 1919—1920 годах — ответственный секретарь Полоцкого уездного РКП(б) и председатель уездного ревкома, председатель Полоцкого уездного исполкома (1920), в 1920 году был тяжело контужен в бою у с. Ореховно.
Позже — член бюро Витебского губернского комитета РКП (б).
В 1920—1921 годах — заведующий отделом управления Витебского губисполкома.
В августе 1920 года при Центральном Бюро Коммунистической партии (большевиков) Белоруссии было создано Главное бюро еврейских секций, которое приостановило свою деятельность в январе 1930 года. Ответственным секретарем еврейского бюро ЦК КП(б)Б, кандидатом в члены и членом Бюро ЦК Компартии Белоруссии в 1925—1930 годах был Абрам Григорьевич Бейлин.
В 1921 году — ответственный секретарь Полоцкой уездной Контрольной комиссии Рабоче-крестьянской инспекции, председатель Полоцкого исполкома, ответственный секретарь Полоцкого губкома РКП(б), член коллегии Витебской губернской ГПУ.
В 1921—1923 годах — заместитель председателя Витебского губисполкома.
В 1923 году — председатель Витебского губисполкома.
В 1923—1924 годах — председатель Полоцкого уисполкома.
В 1924—1925 годах — директор треста Витгосстрой.
В 1925—1926 годах — член президиума — ответственный секретарь партколлегии ЦКК Компартии Белоруссии.
В 1926—1930 годах — член бюро ЦК КП Белоруссии.
В 1927 году — заместитель председателя ЦКК КП Белоруссии.
В 1927—1929 годах — секретарь еврейского бюро ЦК Компартии Белоруссии.
В 1927—1929 годах — член Центрального Исполнительного Комитета СССР и его Совета Национальностей IV-го созыва.
В 1929 году направлен на работу «на производство».
До 1930 года — член президиума Центрального Исполнительного Комитета Белорусской ССР.
В 1930 году — заместитель наркома РКИ Белоруссии.
С марта 1932 года по август 1933 года — председатель Актюбинской областного КК-РКИ — член президиума облисполкома.
В 1933—1934 годах — председатель Алма-Атинской областного КК-РКИ.
С 1934 года по июль 1935 года — ответственный секретарь партколлегии комиссии партийного контроля по Казахстану.
С января 1935 года по 1937 год — член Центрального исполнительного комитета Казахстана 9 созыва.
С июля 1935 года по 1938 года — ответственный секретарь партколлегии УКПК по Татарской АССР (секретарь партколлегии Комитета партюстиции ТАССР).
Арестован 10 мая 1938 года.
17 декабря 1939 года осужден Особым совещанием НКВД СССР по ст. 58 - 8, 58 - 11 и приговорен к 5 годам ссылки.
Отбывал ссылку в Павлодаре и работал водовозом на воловьих упряжках.
Реабилитирован 9 февраля 1955 года.
С 1980 по 1984 годы оставался самым старым по сроку членства в КПСС (РСДРП, ВКП (б) членом партии.
Умер в Москве в июле 1984 года, похоронен на Ваганьковском кладбище в Москве.

### Семья
Жена — Бейлина (при рождении Берест) Галина (Гута).

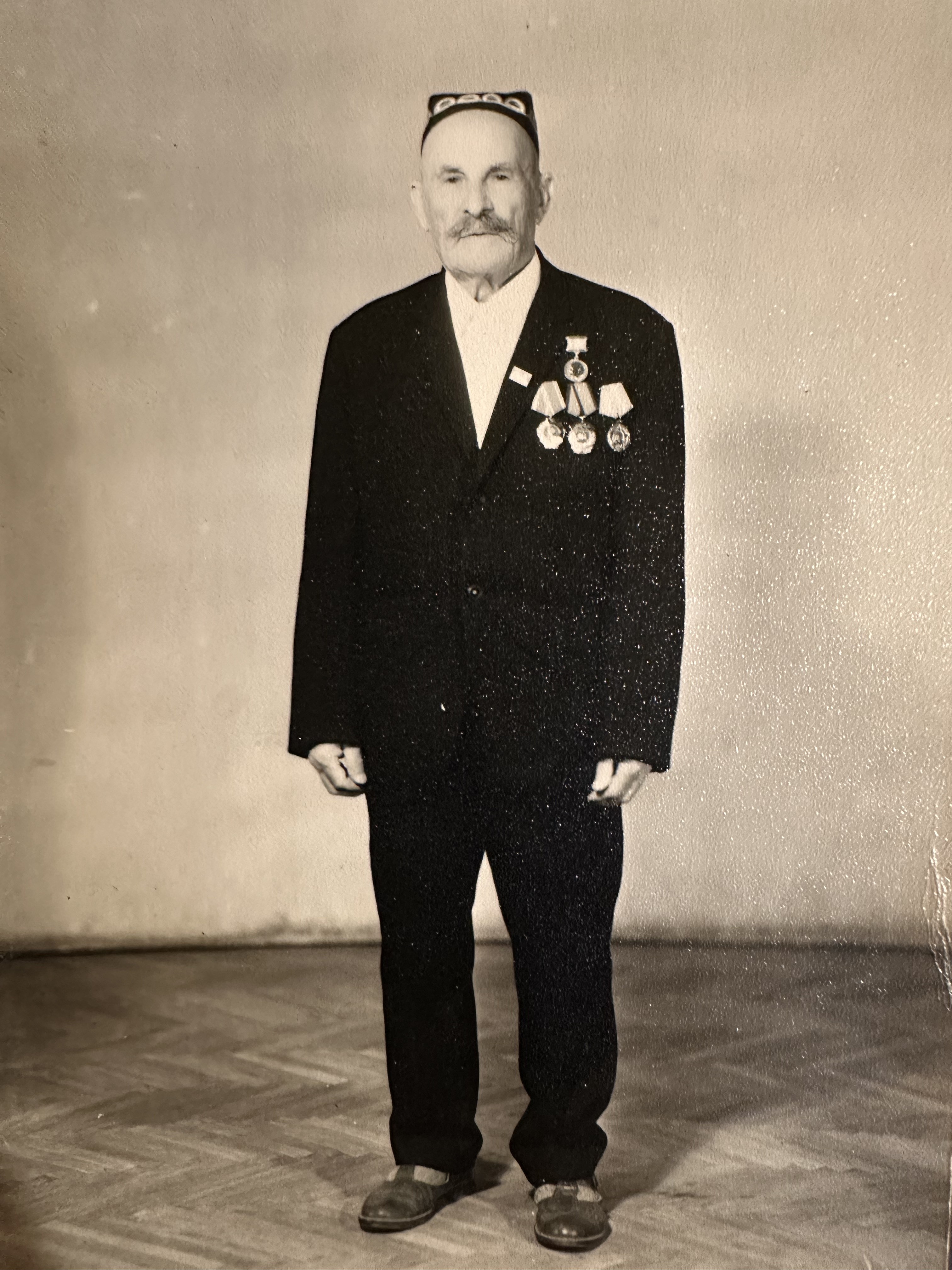
Москва, 1980 год

Дети:
- Москва, 1976 год. С детьми, внуками и правнукамиБейлина Геня Абрамовна;
- Бейлина Роза Абрамовна;

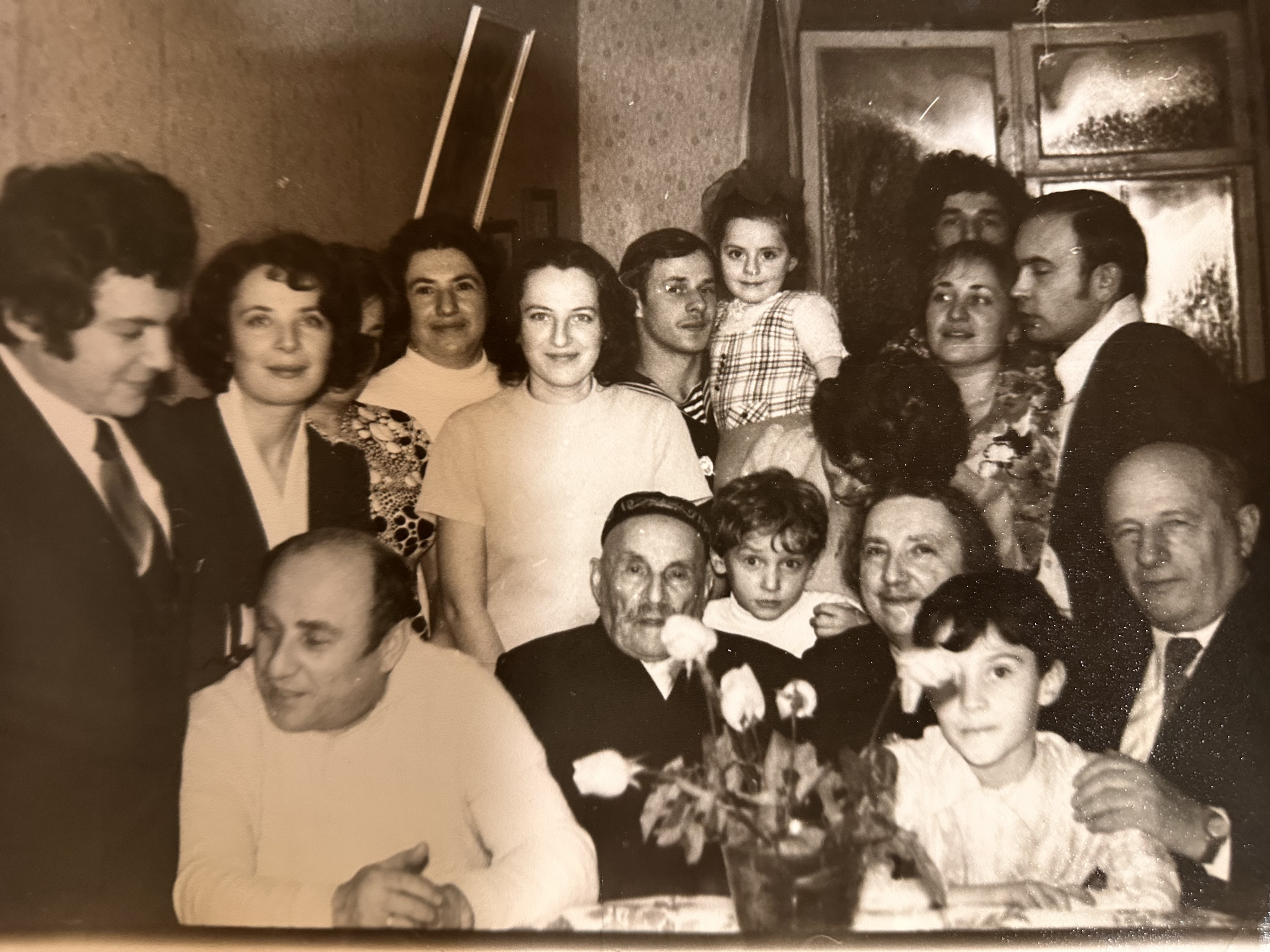
Москва, 1976 год. С детьми, внуками и правнуками

- Бейлин Владилен (Владимир) Абрамович.